# Standard output
Standard output förkortas stdout och syftar på utdata (output) i ett dataflöde. Detta kan sättas i kontrast med indata (input) som benämns Standard input och stdin. Till detta kan även stderr, Standard error, tilläggas som syftar på det flöde som rapporterar felmeddelanden.
Dessa flöden används i kommunikation mellan olika program.

## Exempel
Detta kan illustreras med hjälp av unixverktyget echo i en terminalemulator.
```
$ 
echo
 
"hello world"

hello world

```

'hello world' här ovan är utdata (stdout) från echo.